# Museo archeologico di Sparta
Il Museo archeologico di Sparta (in greco Αρχαιολογικό Μουσείο Σπάρτης?) è un centro museale della Grecia. 
Ospita migliaia di reperti provenienti dall'antica acropoli di Sparta, conosciuta come Lakedaemonia, ma anche dal resto della municipalità della Laconia. I pezzi della collezione risalgono al periodo neolitico fino al tardo periodo romano. Ci sono sette sale con una superficie di circa 500 metri quadrati, in cui è esposta solo una piccola parte della collezione. Amministrativamente appartiene al V Eforato delle antichità preistoriche e classiche.

## Collezioni
Nel museo sono ospitati reperti provenienti da scavi intorno alla prefettura di Lakonia, a condizione che non siano esposti nelle collezioni del museo archeologico Giteo o Neapolis.
- Sala I: stele di epoca romana.
- Sala II: reperti del santuario di Artemide Orthia.
- Sala III: sculture monumentali e ritratti di epoca romana.
- Sala IV: reperti preistorici della Laconia.
- Sala V: lacerti di mosaico romano.
- Sala VI: parti architettoniche del tempio di Apollo a Amyclae, che costituiscono anche il più importante dipartimento di raccolta.
- Sala VII: reperti di scultura laconiana.

## Galleria d'immagini

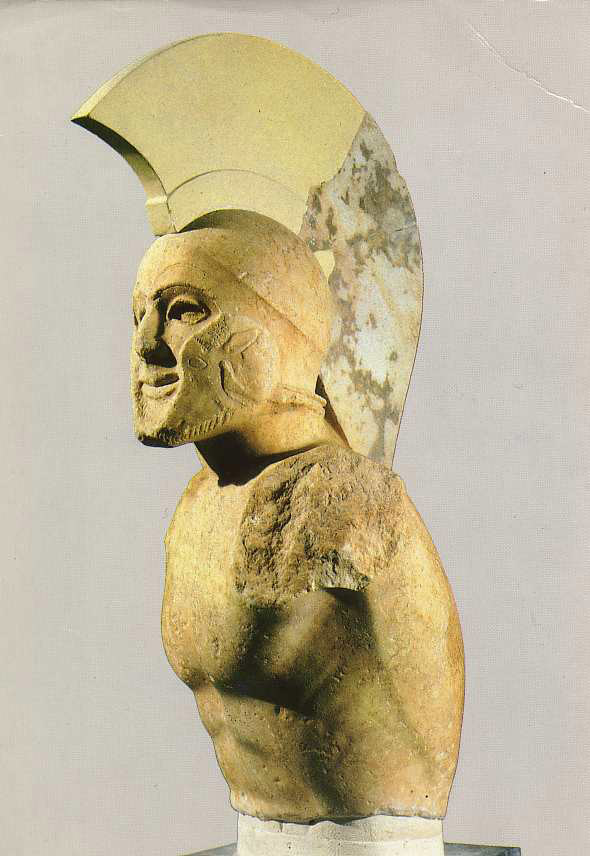
Statua di un oplita, forse Leonida
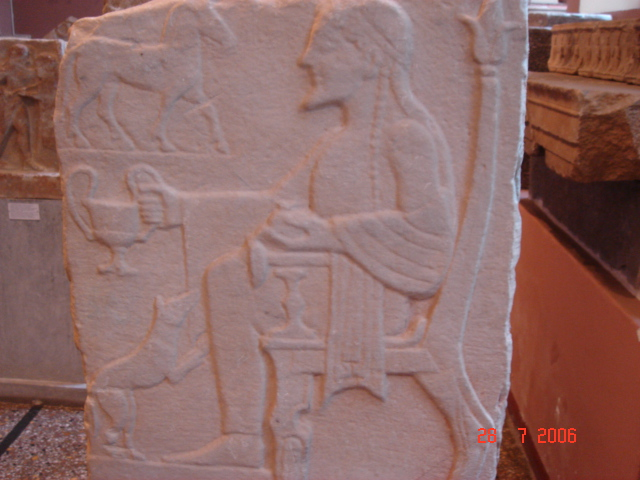
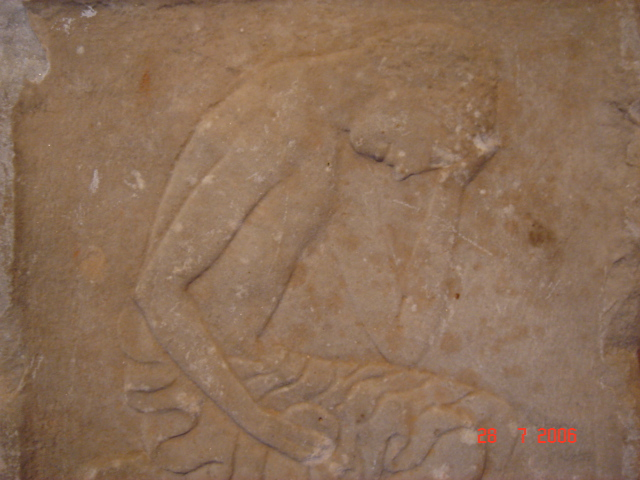